# Гожиці (Сілезьке воєводство)
Гожиці (пол. Gorzyce, нім. Groß Gorschütz) — село в Польщі, у гміні Гожиці Водзіславського повіту Сілезького воєводства. Населення — 3896 осіб (2011).
У 1975-1998 роках село належало до Катовицького воєводства.

## Демографія
Демографічна структура станом на 31 березня 2011 року:
|          | Загалом | Допрацездатний вік | Працездатний вік | Постпрацездатний вік |
| -------- | ------- | ------------------ | ---------------- | -------------------- |
| Чоловіки | 2049    | 367                | 1378             | 304                  |
| Жінки    | 1847    | 319                | 1048             | 480                  |
| Разом    | 3896    | 686                | 2426             | 784                  |